# Орора (Небраска)
Орора (англ. Aurora) — город и административный центр округа Гамильтон, штат Небраска, США. По данным переписи 2010 года, население города составляло 4479 человека.

## История
В 1861 году Дэвид Миллспау стал первым постоянным поселенцем на территории, где впоследствии возникла Орора. Город был основан в 1871 году Дэвидом Стоуном, который назвал его в честь своей жены — уроженки одноимённого города в Иллинойсе. В 1872 голу в Ороре появилось почтовое отделение, почтмейстером в котором стал Стоун. В 1876 году в Орора стала административным центром округа Гамильтон вместо Орвилл-Сити. 26 октября 1879 года в Ороре была открыта телеграфная служба, а в ноябре того же года было открыто железнодорожное сообщение по ветке Берлингтона и Миссури. С этого времени начался интенсивный рост и развитие города: появились литейный и кирпичный заводы, банки, суд, система водоснабжения и т. д..
В 1990 году в Ороре был построен научный музей имени Гарольда Эджертона, который в 1995 году был официально открыт под названием Исследовательский центр Эдгертона (англ. Edgerton Explorit Center). Этот центр используется в качестве плацдарма для практических научных выставок, где люди любых возрастов могут участвовать в наглядных опытах и экспериментах.
- Суд округа Гамильтон
- Здание Объединенной братской церкви

## География
По данным Бюро переписи населения США, общая площадь города составляет 7,54 км², из которых 7,51 км² — суша и 0,03 км² — водные объекты.
По климатической классификации Кёппена для Ороры характерен влажный континентальный климат. Средняя годовая температура составляет 10,4 °C и колеблется от −8,3 °C до 30 °C. Самый жаркий месяц приходится на июль, со средней температурой 24,9 °C. Самый холодный месяц приходится на январь, со средней температурой −4,6 °C. Солнечная часть года в Ороре приходится на период с 5 июня по 26 октября, а в остальное время года преимущественно пасмурно.

## Демография
По переписи 2010 года, общая численность населения составляла 4479 человек, в городе было 1781 домохозяйство и 1199 семей. Плотность населения — 258,1 человека на км². Распределение населения по расовому признаку: белые — 97,7 %, афроамериканцы — 0,4 %, коренные народы США — 0,2 %, азиаты — 0,2 %, представителей других рас — 0,7 %, представителей двух или более рас — 0,8 %, латиноамериканцы — 2,4 %.
Средний возраст жителей составлял 40,4 года. 26,5 % жителей были моложе 18 лет; 5,7 % — в возрасте от 18 до 24 лет; 23,3 % — в возрасте от 25 до 44 лет; 25,7 % — в возрасте от 45 до 64 лет; и 18,7 % — в возрасте 65 лет и старше. Гендерный состав был распределён следующим образом: 48,4 % мужчин и 51,6 % женщин.